# خوان دي خيسوس
خوان دي خيسوس (بالإسبانية: Fray Juan de Jesús)‏ راهب صوفي إسباني، ولد في شهر ديسمبر من عام 1615 في جزيرة تنريف في جزر الكناري بأسبانيا، يرجع نسبه إلى ملك الجزيرة قبل فتحها من قبل الأسبان، توفي في 6 فبراير من عام 1687.
من شبابه بدأ لتجربة الظواهر باطني، بما في ذلك الارتفاع ينظر إليها من قبل العديد من مدينة بويرتو دي لا كروث، المدينة التي عاش في شبابه سكان.
في 1646، تولى هذه العادة الفرنسيسكان، وانتقل بعد ذلك إلى دير سان دييغو ديل مونتي، خارج مدينة سان كريستوبال دي لا لاغونا. في هذه المدينة التقى الراهبة ماريا دي ليون، ومعه الحفاظ على صداقة وثيقة. في 6 فبراير 1687، مات فراي خوان دي خيسوس مع سمعة كبيرة للقداسة وتنفذ حاليا عملية لتطويب بهم.